# チェッレ・リーグレ
チェッレ・リーグレ (伊: Celle Ligure)は、イタリア共和国リグーリア州サヴォーナ県にある、人口約5,100人の基礎自治体（コムーネ）。

## 地理

### 位置・広がり

#### 隣接コムーネ
隣接するコムーネは以下の通り。
- アルビソーラ・スペリオーレ
- ステッラ
- ヴァラッツェ

### 地震分類
イタリアの地震リスク階級 (it) では、4 に分類される
。

## 行政

### 分離集落
チェッレ・リーグレには、以下の分離集落（フラツィオーネ）がある。
- Boschi, Brasi, Cassisi, Costa, Ferrari, Natta, Piani, Pecorile, Sanda, Terrenin

### 山岳部共同体
広域行政組織である山岳部共同体「ジョーヴォ山岳共同体」 (it:Comunità montana del Giovo) に属する。

## 姉妹都市
- ツェレ(Celle)、ドイツニーダーザクセン州

## 著名な出身者
- シクストゥス4世　（ローマ教皇）
- ジュゼッペ・オルモ （自転車ロードレース選手）